# William Duckett (nationaliste irlandais)
 (janvier 2025).
Si vous disposez d'ouvrages ou d'articles de référence ou si vous connaissez des sites web de qualité traitant du thème abordé ici, merci de compléter l'article en donnant les références utiles à sa vérifiabilité et en les liant à la section « Notes et références ».
Pour l’article homonyme, voir William Duckett.
William Duckett (1768 -1841), est un activiste irlandais établi à Paris. Né à Killarney, il est inscrit au Collège irlandais de Paris et obtient une bourse d'études au Collège de Sainte-Barbe, à Paris, alors dirigé par l'abbé Badnel. Membre de la Société des Irlandais unis, traducteur au Comité de salut public pendant la Terreur, il fut professeur à Sainte-Barbe et auteur d'une Nouvelle Grammaire anglaise ainsi que de poésies et de traductions souvent attribuées à tort à son fils.

## Engagement politique
En novembre 1792, fervent défenseur des idéaux républicains français, il est l'un des signataires d'un discours adressé à la Convention nationale par les résidents anglophones de Paris, visant à féliciter les Français pour leurs récents succès militaires. En octobre 1792, à la suite de la chute de la monarchie et de la proclamation de la République, Duckett prend part à une révolte étudiante au sein du Collège, soutenue par les sans-culottes du Faubourg Saint-Antoine. Bien que cette république éphémère au sein du collège ne dure pas, cet événement marque son entrée dans les cercles révolutionnaires parisiens. Duckett attire l'attention de Léonard Bourdon, un dirigeant montagnard, et du gouvernement républicain français. En 1793, il est envoyé en Irlande avec deux autres étudiants pour mener des activités de propagande. Il voyage à travers l’Irlande et l’Angleterre entre 1793 et 1795, établissant des liens entre les sociétés démocratiques et radicales, notamment la fusion des United Irishmen et des Defenders à Dublin en 1794-1795.
Sous le pseudonyme de Junius Redivivus, il collabore avec le journal révolutionnaire Northern Star ainsi qu'avec le Morning Chronicle. Selon ses propres témoignages, ces publications l'auraient poussé à quitter l'Irlande, et en 1796, il se trouvait à Paris. Là, il attira l'attention de Wolfe Tone, également à Paris, qui le soupçonna d'espionnage. Tone reprochait à Duckett d'entraver ses efforts pour susciter l'intérêt des Français envers la cause irlandaise et d'avoir compromis son anonymat en s'adressant à lui en anglais.
De retour d'Angleterre pour la seconde fois en juillet 1797, Duckett s'arrête à Hambourg, où il rédige une série de lettres adressées au Directoire qui convaincront le personnel politique que Hambourg est le centre de la conspiration royaliste du 18 fructidor. Duckett parvient  à espionner les réseaux contre-révolutionnaires grâce à son frère Sidney, qui vivait à Brême et s’était lié d'amitié avec un agent de la Grande-Bretagne, l’émigré et aventurier Pelleport. Par l'intermédiaire de Sidney, William parvint à identifier un réseau de faux passeports et une agence d'espionnage dirigée par le colonel anglais Donn, impliquant plusieurs émigrés français. 
Cependant, lorsque Tone rejoignit Hoche à Brest pour une expédition militaire, Duckett était présent et souhaitait les accompagner, mais il lui fut interdit de s'embarquer. En 1798, Duckett fut signalé à Castlereagh comme ayant été envoyé à Hambourg avec des fonds destinés à fomenter une mutinerie dans la flotte britannique et à incendier des chantiers navals. Bien que ce fait, combiné à son statut de proscrit par le parlement irlandais, puisse attester de son engagement révolutionnaire, il fut néanmoins accusé d’avoir trahi James Napper Tandy et Blackwell auprès du résident britannique à Hambourg.

## Enseignement, publications et héritage
Duckett épouse une Danoise issue de la prestigieuse famille d’Augustenburg. Vers 1803, il retourne à Paris, où il est nommé professeur au Collège de Sainte-Barbe, récemment rétabli. Il semble qu’il évite la communauté des exilés irlandais résidant à Paris. Cependant, un de ses élèves, Durozoir, témoigne de son profond sentiment anti-anglais et de son admiration pour les idéaux de la Révolution française.
En 1819, ne semblant plus être affilié au Collège Sainte-Barbe, Duckett enseigne la littérature anglaise et organise également des cours destinés aux jeunes filles selon le système éducatif lancastrien. Entre 1816 et 1821, il publie plusieurs odes à caractère politique. En 1828, il publie une Nouvelle grammaire anglaise.
Il meurt à Paris en 1841 après une longue maladie. Sur son lit de mort, il cita Horace et reçut les derniers sacrements. Duckett laisse derrière lui deux fils : Alexandre, qui exerça la profession de médecin, et William (1803-1873), journaliste français, traducteur d’œuvres allemandes, et éditeur ou compilateur du Dictionnaire de la conversation, achevé en 1843.